# Самійло Адамант
Самійло Адама́нт (дати народженя і смерті невідомі) — український ксилограф другої половини XVIII століття.
Виконав шість гравюр («Святий Микола», «Успіння», «Собор святих» та інші) для «Акафістника» (виданого в Чернігові); гравюру «Свята Варвара» для «Акафіста святої Варвари» (Чернігів, 1783). Його монограма — С. А.